# Метценгерштейн
«Метценгерштейн» (Metzengerstein) — перша опублікована новела американського письменника і поета Едгара Аллана По. Вперше була надрукована на сторінках журналу Saturday Courier у 1832 році.
За життя Едгара По перевидалася ще двічі, у трохи змінених редакціях, один раз із підзаголовком "Історія в німецькому стилі" (A Tale In Imitation of the German). Для останнього видання у збірці "Гротески і арабески", По прибрав підзаголовок. Імовірно, автор вважав новелу одним із своїх найкращих творів, оскільки планував включити її у ще дві збірки, які з різних причин не були видані.
Літературознавці відзначають на прикладі оповідання «Метценгерштейн»  вплив німецької літератури на творчість Едгара По та внесок самого письменника в розвиток жанру готики.  Деякі дослідники бачать в сюжеті оповідання рефлексію  дитячих переживань автора.

## Сюжет
Дія відбувається в Угорщині. Це історія молодого аристократа, барона Фрідріха Метценгерштейна, спадкоємця і останнього представника роду, що здавна ворогував з сімейством Берліфітцінгів. Фрідріх є підозрюваним в підпалі стаєнь Берліфітцінгов, в результаті якого загинув патріарх цього аристократичного роду, старий Берліфітцінг — пристрасний любитель коней. Конюхи Фрідріха приводять господареві вогненно-рудого коня, який нібито врятувався з вогню, і має клеймо Берліфітцінгів. Але сусідські слуги запевняють, що у покійного Берліфітцінга такого коня не було. Кінь відрізняється дикою і буйною вдачею, але Фрідріх відразу відчуває до нього якусь ірраціональну прихильність і забирає собі.
З цього часу характер молодого аристократа змінюється. Він стає відлюдькуватим, нехтує запрошеннями на прийоми, вважаючи за краще присвячувати вільний час своєму новому коню. У будь-який час дня і ночі, в будь-яку погоду сусідам доводиться бачити Метценгерштейна, що скаче на рудому безіменному коні щодуху.
Одного разу вночі Фрідріх схопився на коня і помчав до лісу. Незабаром після цього в його маєтку почалася пожежа. Коли садиба вже була вся охоплена полум'ям, Фрідріх повернувся. Його ніс некерований вогненно-рудий кінь . Через мить розбурхане полум'я поглинуло коня разом з Фрідріхом Метценгерштейном.

## Аналіз

### Алегоричність сюжету
Історія алегорична, вона звучить як попередження про неминучість повернення зла до того, хто створив його, хоча сам Едгар По не мав прямого наміру вкладати в свою розповідь будь-яку мораль.  Зло, згідно з Едгаром По, породжується людиною, її ненавистю і гординею.

### Вплив готики
По вклав у розповідь багато елементів, традиційних для німецьких казок і легенд. Похмурий древній замок — типове для готичних історій місце дії. До чисто готичних мотивів належать натяки на таємні гріхи, ретельно приховується пристрасть, родове прокляття, родова ворожнеча. Вплив готики на європейську та американську масову культуру стане очевидним через кілька десятиліть після публікації цієї розповіді. Підзаголовок розповіді — «Історія в німецькому стилі» (A Tale in Imitation of the German), проте фахівці заперечують можливість того, що Едгар По ставив в ньому своїм завданням написати пародію або висміяти жанр готики, нагромаджуючи його ключові елементи і подаючи їх в гумористичному ключі. Інші три історії, опубліковані По в тому ж, 1832 рік («Герцог де л'Омлет», «На стінах єрусалимських» і «Бон-Бон») сильно відрізняються від «Метценгерштейна», вони гротескно комічні, і за словами автора, напівіронічні, напівсатиричні Впрочем, в дебютному оповіданні По також відчувається гумор: загадкове прокляття збувається в буквальному прочитанні і з точністю до навпаки в смисловому. У прижиттєвих перевиданнях розповіді По прибирав найбільш ексцентричні, гротескні фрагменти.
Європейські та типово німецькі мотиви надають історії середньовічний колорит, хоча час і місце дії в оповіданні не розкривається. В описі емоційних, на межі патології, станів героїв, реальне переплетено з надприродним в дусі Гофмана і Людвіга Тіка.

### Розвиток в подальшій творчості
У «Метценгерштейні» Едгаром По закладена основа для деяких більш пізніх його творів: «Падіння будинку Ашерів» (The Fall of the House of Usher, 1839) та інших.
Стара похмура будівля на окраїні, не обов'язково замок, з масивно декорованими кімнатами як місце розвитку сюжету, постійно фігурує в розповідях По. Густі фарби в описах його інтер'єрів і підвалів, теми помсти і всеперемагаючої сили зла також яскраво індивідуалізують його творчість.
Герої кількох наступних робіт По теж казково багаті: крім барона Метценгерштейна, можна згадати Родеріка Ашера, оповідача в оповіданні " Лігейя " (Ligeia, 1838) і шукача скарбів Леграна з новели " Золотий жук " (The Gold-Bug, 1843).
Смерть від вогню як відплата настає і для героїв оповідання «Стриб-Скок»
Незважаючи на те, що історії Едгара По написані в популярному для свого часу жанрі «страшного оповідання», вже перша з них, «Метценгерштейн», показує, що в центрі уваги По не кров і сцени насильства; з їх допомогою він оголює внутрішній світ героїв, допомагає читачеві краще зрозуміти причини їх вчинків.

## Помилка
По відправив «Метценгерштейн» в " Saturday Courier ", на конкурс оповідань, оголошений редакцією. Хоча конкурс По не виграв, розповідь була надрукована через кілька місяців, 14 січня 1832, ставши першою публікацією письменника. Ім'я автора не було вказано , і По нічого не заплатили. Підзаголовок «Історія в німецькому стилі» (A Tale in Imitation of the German) По приписав для перевидання в " Southern Literary Messenger " в січні 1836 року, ймовірно, для залучення уваги читачів, так як німецька готика була популярна. Працюючи над збіркою «Гротески і арабески» (1840), По знову прибрав цей підзаголовок.

## Екранізації
Розповідь екранізувалася мало. Єдина варта згадки кінопостановка — новела Metzengerstein Роже Вадима з альманаху екранізацій творів По «Три кроки в маренні» (Histoires extraordinaires, 1968). Новела відкриває альманах, що складається з трьох епізодів. Дія розвивається відповідно до сюжету оповідання, але герої і їх мотивація зовсім інші. Молода, норовлива і жорстока баронеса Фредеріка Метценгерштейн мстить своєму сусідові, молодому барону Вільгельму Берліфітцінгу за відхилену любов. Вона влаштовує пожежа в його стайнях, Вільгельм гине у вогні. З'являється загадковий чорний кінь, нібито зі стаєнь Вільгельма. Фредеріка проводить з ним весь вільний час, але усвідомлюючи, що скоїла непоправне, сама спрямовує коня в вогонь і гине, з'єднавшись таким чином з Вільгельмом. Примітно, що головні ролі виконали брат і сестра — Пітер і Джейн Фонда.